# Litargus japonicus
Litargus japonicus is een keversoort uit de familie boomzwamkevers (Mycetophagidae). De wetenschappelijke naam van de soort werd in 1877 gepubliceerd door Edmund Reitter.